# Gabrias
Gabrias är en kommun i departementet Lozère i regionen Occitanien i södra Frankrike. Kommunen ligger i kantonen Marvejols som tillhör arrondissementet Mende. År 2022 hade Gabrias 159 invånare.

## Befolkningsutveckling
Antalet invånare i kommunen Gabrias
| Referens: INSEE |